# Feliks Łubieński

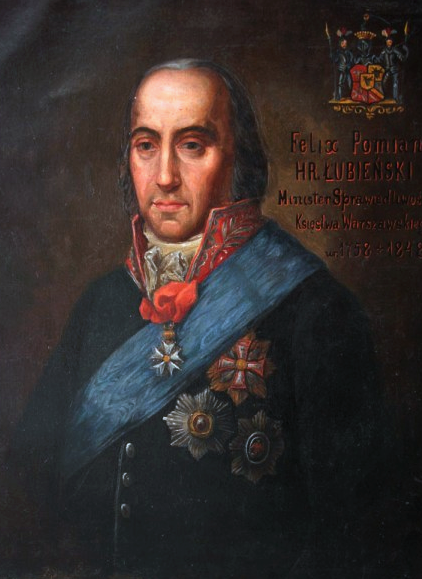
Feliks Łubieński

Herb Hrabiowski, Wappen Feliks Łubieńskis

Feliks Walezjusz Władysław Łubieński (* 22. November 1758 in Minoga bei Olkusz; † 2. Oktober 1848 in Guzów bei Żyrardów) aus dem Adelsgeschlecht Łubieński (Wappenzweig Herb Hrabiowski) war ein polnischer Politiker, Rechtsanwalt, preußischer Graf von 1798, Starost nakielski, Rittmeister der Armia koronna 1789–1792, Mitglied der Zgromadzenie Przyjaciół Konstytucji Rządowej.
Er wurde 1791 ausgezeichnet mit dem Orden vom Weißen Adler und 1805 mit dem preußischen Roten Adlerorden.
Aus seiner Ehe mit der Schriftstellerin und Übersetzerin Tekla Teresa Bieliński (1767–1810)
entstammten 10 Kinder, darunter Tomasz Andrzej Adam Łubieński.